# Nevada County, Arkansas
Nevada County är ett administrativt område i delstaten Arkansas, USA. År 2010 hade countyt 8 997 invånare. Den administrativa huvudorten (county seat) är Prescott. 

## Geografi
Enligt United States Census Bureau så har countyt en total area på 1 608 km². 1605 km² av den arean är land och 3 km² är vatten. 

### Angränsande countyn
- Clark County - nordöst
- Ouachita County - öst
- Columbia County - syd
- Lafayette County - sydväst
- Hempstead County - väst
- Pike County - nordväst